# Nokere
Nokere est une section de la commune belge de Kruisem située en Région flamande dans la province de Flandre-Orientale. C'était une commune à part entière avant la fusion des communes de 1977 quand elle devient une section de Kruishoutem puis de Kruisem à partir de 2019.

## Histoire
Dans le passé, Nokere était le siège d'une seigneurie. La terre et seigneurie de Nokere a été érigée en baronnie par lettres données à Madrid le 15 septembre 1657 en faveur de Jean-Cornille de Grass, commissaire au renouvellement de la loi en Flandre. Les ancêtres du bénéficiaire sont toujours restés fidèles au roi et à la religion catholique malgré les guerres et troubles en Flandre (Guerre de Quatre-Vingts Ans). Le père de Jean-Cornille de Grass a montré son dévouement à la maison d'Espagne en acceptan tla place de premier bourgmestre pendant les troubles.

## Démographie

### Évolution démographique
- Sources : INS, Rem. : 1831 jusqu'en 1970 = recensements, 1976 = nombre d'habitants au 31 décembre[3].

## Cyclisme
- Nokere Koerse et Nokere Koerse féminine
- Nokereberg